# St George Stadium
El St George Stadium es un estadio de fútbol ubicado en la ciudad de Banksia en Nueva Gales del Sur de Australia.

## Historia
Fue inaugurado en 1978 como la sede del St George FC mientras era equipo de la National Soccer League, pero con el tiempo el estadio se utilizaba cada vez menos al punto de caer en la ruina sin ser renovado. El St George FC jugó su último partido en el estadio en 2006 luego de que el estadio fuese inseguro e inestable con la gradería al borde de colapsar, por lo que el St George FC jugaba de local en otras sedes cercanas.
Después el club utilizaría el estadio en dos periodos entre 2009 y 2017, y posteriormente sería la sede de la sección femenil entre 2018 y 2021.

## Partidos internacionales
El estadio fue sede del partido entre Australia y China Taipéi por la clasificación de OFC para la Copa Mundial de Fútbol de 1986, el cual terminó con victoria para los locales por 8-0.